# Pršeši
Pršeši (cyr. Пршеши) – wieś w Bośni i Hercegowinie, w Republice Serbskiej, w gminie Novo Goražde. W 2013 roku liczyła 11 mieszkańców.